# Aposphragisma dayak
Aposphragisma dayak – gatunek pająka z rodziny Oonopidae.
Gatunek ten został opisany w 2014 roku przez Martina Thomę na podstawie pojedynczej samicy odłowionej w 1988 roku w rezerwacie leśnym Labi Hills.
Pająk o ciele długości 1,69 mm. Zesklerotyzowane części ciała ma jednolicie pomarańczowobrązowe, a odnóża znacznie jaśniejsze, jasnopomarańczowe. Karapaks ma silnie siateczkowane boki i duże, tępe zęby na krawędzi. W widoku od góry tylny rząd oczu jest prosty. Sternum jest grubo urzeźbione, tylko wzdłuż brzegów i na środkowym pasie gładkie. Pokrywy płucotchawek są duże, ponad 3-krotnie dłuższe niż szerokie, w obrysie eliptyczne lub jajowate. Opistosomę cechują rzędy podłużnych listewek w tylno-brzusznej części tarczy epigastrycznej oraz długa, półokrągła tarcza postepigastryczna.
Gatunek orientalny, znany tylko z brunejskiego dystryktu Belait na Borneo. Jedyny okaz odłowiono w pierwotnym, dwuskrzydlowym lesie mieszanym.